# Cyllamyces
Cyllamyces är ett släkte av svampar. Cyllamyces ingår i familjen Neocallimastigaceae, ordningen Neocallimastigales, klassen Neocallimastigomycetes, divisionen Neocallimastigomycota och riket svampar.
|            | Orpinomyces                            |
|            |                                        |
| Cyllamyces | \| \| Cyllamyces aberensis \| \| \| \| |
|            | \| \| Cyllamyces aberensis \| \| \| \| |
|            | Piromyces                              |
|            |                                        |
|            | Anaeromyces                            |
|            |                                        |
|            | Neocallimastix                         |
|            |                                        |
|            | Caecomyces                             |
|            |                                        |
|            | Cyllamyces aberensis                   |
|            |                                        |

|  | Cyllamyces aberensis |
|  |                      |